# 衔接
衔接是文本或句子中的语法和词汇联系，将文本连接在一起并赋予文本意义。衔接与连贯构成语篇分析领域中的两个最基本的概念。